# Portret dziewczyny
Portret dziewczyny – obraz włoskiego malarza Sebastiana del Piomba.
Jest to pierwsze dzieło Lucianiego powstałe w Wenecji z wyraźnymi elementami malarstwa Quattrocenta. W portrecie można dopatrzyć się również wpływy Giorgiona i Giovaniego Belliniego. Charakterystyczna dla Piomba jest masywna plastyczność postaci. Jeszcze w 1906 roku uważano je za dzieło Palmy Vecchia. Obecnie większość historyków sztuki uznaje autorstwo Piomba.

## Proweniencja
W dniach 5 - 16 lutego 1869 roku portret wraz ze zbiorami dr. R. Hussiana został sprzedany na aukcji H. O. Miethke w Wiedniu. Następnie znajdował się w Muzeum György Ráth w Budapeszcie skąd został wystawiony w 1880 roku w Muzeum Sztuki w Budapeszcie jako dzieło w posiadaniu prywatnym.   